# Jurassic World: Fallen Kingdom
Jurassic World: Fallen Kingdom (bra: Jurassic World: Reino Ameaçado; prt: Mundo Jurássico: Reino Caído) é um filme estadunidense de 2018, dos gêneros ação, aventura e ficção científica, dirigido por J. A. Bayona, com roteiro de Colin Trevorrow e Derek Connolly baseado nos personagens de Jurassic Park, de Michael Crichton.
É o quinto da franquia Jurassic Park e a sequência direta de Jurassic World. Colin Trevorrow, diretor de Jurassic World, e Derek Connolly retornaram como roteiristas. Belén Atienza, Frank Marshall e Patrick Crowleye ficaram responsáveis pela produção, enquanto Trevorrow e Steven Spielberg, diretor dos dois primeiros longas da série de filmes, encabeçam a produção executiva.
Os atores Chris Pratt, Bryce Dallas Howard, B.D. Wong e Michael Papajohn reprisam os papéis que deram vida em Jurassic World, enquanto Rafe Spall, Toby Jones, Ted Levine, Justice Smith, Daniella Pineda, Isabella Sermon, Kevin Layne, Geraldine Chaplin e James Cromwell chegam à franquia. Jeff Goldblum, que participou do primeiro Jurassic Park e de sua sequência, O Mundo Perdido: Jurassic Park, reprisa seu papel como o Dr. Ian Malcolm.
O título do filme foi divulgado na conta oficial do Twitter do produtor Frank Marshall no dia 22 de junho de 2017, assim como o pôster. 
Fallen Kingdom estreou no Palacio de Deportes de la Comunidad de Madrid, Espanha em 21 de maio de 2018 e estreou nos Estados Unidos em 22 de junho de 2018. Apesar da recepção não muito positiva por parte dos críticos, o filme foi um sucesso de público, faturando mais de US$ 1 bilhão de dólares em bilheteria pelo mundo.

## Enredo
Três anos após os acontecimentos no parque temático de Jurassic World, o vulcão da ilha Nublar desperta de seu sonho centenário e eclode. Owen e Claire dão início, então, a uma campanha para salvar os dinossauros de uma nova extinção.

## Elenco
- Chris Pratt como Owen Grady, um ex-marinheiro e treinador de Velociraptores que esta a procura de Blue, a espécie mais inteligente criada por ele, se envolvendo no resgate dos dinossauros na Ilha Nublar.
- Bryce Dallas Howard como Claire Dearing, uma geneticista do Jurassic World, que criou uma corporação clandestina de proteção a dinossauros, se envolvendo no resgate dos mesmos na Ilha Nublar.
- Isabella Sermon como Maisie Lockwood, a neta de Benjamin Lockwood, que tem um passado misterioso.
- Rafe Spall como Eli Mills, o púpilo de Lockwood, que está ajudando Claire no resgate dos dinossauros.
- Daniella Pineda como Zia Rodriguez, uma médica veterinária que se envolve com Owen e Claire na viagem para resgatar os dinossauros.
- Justice Smith como Franklin Webb, um mestre em computação que se envolve com Claire para cuidar do sistema defeituoso do Jurassic World.
- B.D. Wong como Dr. Henry Wu, o geneticista chefe responsável por criar a Indominus Rex que agora cria um novo híbrido ainda mais perigoso, o Indoraptor.
- Jeff Goldblum como Ian Malcolm, um matemático que é visto no filme no debate se deve-se ou não salvar os dinossauros da ilha.
- James Cromwell como Benjamin Lockwood, o antigo parceiro de John Hammond, agora mais velho, que sonha em deixar os dinossauros num novo santuário, livre do contato humano.
- Ted Levine como Ken Wheatley, um general que segue com Owen e Claire para a ilha, e coleciona dentes de dinossauros.
- Toby Jones como Gunnar Eversol, um bilionário excêntrico que quer os dinossauros para leiloa-los.
- Geraldine Chaplin como Íris, a governanta da mansão de Lockwood que tem uma relação próxima com Maisie.
- Michael Papajohn como Empreiteiro da InGen
- Kevin Layne como Piloto de Submarino

## Produção

### Desenvolvimento
Em entrevista anterior ao lançamento de Jurassic World, o diretor Trevorrow declarou: "Nós queremos criar uma coisa que seja um pouco menos arbitrária e episódica e algo que possa, potencialmente, culminar em um arco para uma série, que seria uma história completa". Em março de 2015, após a bilheteria astronômica do quarto filme da franquia, tornando-o o quarto mais rentável da história, foi relatado que a sequência de Jurassic World já se encontrava em desenvolvimento.

### Filmagens
As filmagens de Jurassic World: Fallen Kingdom tiveram início no dia 24 de fevereiro de 2017 em Slough, Inglaterra. Bryce Dallas Howard publicou em sua conta no Twitter uma foto mostrando o nome de sua personagem, Claire Dearing, em uma cadeira no set de filmagens.
No dia 3 de julho do mesmo ano, o produtor Frank Marshall divulgou em seu Twitter que seria a última semana de filmagens, que ocorreram na Inglaterra, no Pinewood Studios, incluindo locações no Havaí.

## Lançamento
Este filme foi lançado em Angola no dia 8 de Junho de 2018 pelo Cinemax.

## Recepção

### Bilheteria
Em dezembro 2017, a companhia Fandango fez uma pesquisa que indicou que Fallen Kingdom era um dos filmes mais aguardados em 2018. As projeções iniciais mostravam que o filme teria lucrado entre US$130–150 milhões dos 4 450 teatros que estreou nos Estados Unidos e Canadá, com a revista BoxOffice estimando um lucro de US$325–380 milhões domesticamente. Contudo, após o primeiro fim de semana, a estimativa era de apenas U$135 milhões angariados em bilheteria.
Pelo mundo, o filme foi lançado em 48 países entre 6 e 8 de junho de 2018 e teve uma bilheteria projetada em US$130–145 milhões no primeiro fim de semana. Na China, o filme foi lançado em 15 de junho e angariou US$34,4 milhões (¥220 milhões) no seu primeiro dia, o dobro que o longa anterior da franquia.
Em julho, um mês após seu lançamento, o filme já tinha faturado mais de US$ 1 bilhão pelo mundo.

### Recepção da crítica
No site agregador de resenhas Rotten Tomatoes, Jurassic World: Fallen Kingdom tem índice de aprovação de 47%, baseado em 419 críticas, e nota média de 5,43/10. O consenso no site era que "Fallen Kingdom adiciona outra peça nesta franquia bem sucedida, embora genuinamente emocionante em alguns momentos, eles vão ficando raros." No site Metacritic, o filme recebeu uma nota de 51 (de 100), baseado em 59 resenhas, indicando uma recepção "mais ou menos" da crítica.